# Tipula (Microtipula) obstinata
Tipula (Microtipula) obstinata is een tweevleugelige uit de familie langpootmuggen (Tipulidae). De soort komt voor in het Neotropisch gebied.